# 1949-es Copa América
Az 1949-es Dél-amerikai Válogatottak Bajnoksága a 21. dél-amerikai kontinenstorna volt. Brazíliában rendezték. A tornát a házigazda csapat nyerte meg.

## Résztvevők
| - Bolívia - Brazília - Chile - Ecuador | - Kolumbia - Paraguay - Peru - Uruguay |

Argentína visszalépett.

## Eredmények
A nyolc részt vevő válogatott egy csoportban, körmérkőzéses formában mérkőzött meg egymással.

### Mérkőzések
| 1949. április 3. |

| Brazília                                                                        | 9–1   | Ecuador      |
| ------------------------------------------------------------------------------- | ----- | ------------ |
| Tesourinha 3' 42' Octavio 10' Jair 13' 35' Simão 16' 25' Zizinho 67' Ademir 88' | (7–1) | Chuchuca 18' |

| Estádio São Januario, Rio de Janeiro Nézőszám: 70 000 Játékvezető: Cyril Jack Barrick (angol) |

| 1949. április 6. |

| Bolívia                               | 3–2   | Chile                   |
| ------------------------------------- | ----- | ----------------------- |
| Ugarte 59' Godoy 77' B. Gutiérrez 79' | (0–1) | Riera 30' Salamanca 61' |

| Estádio do Pacaembu, São Paulo Nézőszám: 30 000 Játékvezető: Cyril Jack Barrick (angol) |

| 1949. április 6. |

| Paraguay                         | 3–0   | Kolumbia |
| -------------------------------- | ----- | -------- |
| López Fretes 21' 72' Benítez 35' | (2–0) |          |

| Estádio do Pacaembu, São Paulo Nézőszám: 30 000 Játékvezető: Juan Carlos Armental (uruguayi) |

| 1949. április 10. |

| Peru                                      | 4–0   | Kolumbia |
| ----------------------------------------- | ----- | -------- |
| Pedraza 22' 90' M. Drago 47' Castillo 85' | (1–0) |          |

| Estádio São Januario, Rio de Janeiro Nézőszám: 15 000 Játékvezető: Mario Rubén Heyn (paraguayi) |

| 1949. április 10. |

| Paraguay    | 1–0   | Ecuador |
| ----------- | ----- | ------- |
| Barrios 89' | (0–0) |         |

| Estádio São Januario, Rio de Janeiro Nézőszám: 15 000 Játékvezető: Juan Carlos Armental (uruguayi) |

| 1949. április 10. |

| Brazília                                                                   | 10–1  | Bolívia    |
| -------------------------------------------------------------------------- | ----- | ---------- |
| Nininho 16' 39' 86' Jair 17' Zizinho 25' 80' Cláudio 49' 84' Simão 71' 79' | (4–0) | Ugarte 75' |

| Estádio do Pacaembu, São Paulo Nézőszám: 40 000 Játékvezető: Cyril Jack Barrick (angol) |

| 1949. április 13. |

| Brazília                           | 2–1   | Chile                      |
| ---------------------------------- | ----- | -------------------------- |
| Zizinho 20' Cláudio 44' (11-esből) | (2–0) | P. H. López 89' (11-esből) |

| Estádio do Pacaembu, São Paulo Nézőszám: 45 000 Játékvezető: Juan Carlos Armental (uruguayi) |

| 1949. április 13. |

| Uruguay                      | 3–2   | Ecuador                |
| ---------------------------- | ----- | ---------------------- |
| R. Castro 15' 85' Moreno 30' | (2–2) | Arteaga 35' Vargas 40' |

| Estádio São Januario, Rio de Janeiro Nézőszám: 30 000 Játékvezető: Alberto Da Gama Malcher (brazil) |

| 1949. április 13. |

| Paraguay                                         | 3–1   | Peru         |
| ------------------------------------------------ | ----- | ------------ |
| Barrios 38' (11-esből) Arce 56' López Fretes 67' | (1–0) | R. Drago 89' |

| Estádio São Januario, Rio de Janeiro Nézőszám: 30 000 Játékvezető: Cyril Jack Barrick (angol) |

| 1949. április 17. |

| Brazília                                                            | 5–0   | Kolumbia |
| ------------------------------------------------------------------- | ----- | -------- |
| Tesourinha 20' Canhotinho 24' (11-esből) Azevedo 44' Ademir 47' 87' | (3–0) |          |

| Estádio do Pacaembu, São Paulo Nézőszám: 45 000 Játékvezető: Alejandro Gálvez (chilei) |

| 1949. április 17. |

| Chile    | 1–0   | Ecuador |
| -------- | ----- | ------- |
| Rojas 4' | (1–0) |         |

| Estádio São Januario, Rio de Janeiro Nézőszám: 8 000 Játékvezető: Cyril Jack Barrick (angol) |

| 1949. április 17. |

| Bolívia                                              | 3–2   | Uruguay                 |
| ---------------------------------------------------- | ----- | ----------------------- |
| Ugarte 47' (11-esből) Algañaraz 57' B. Gutiérrez 66' | (0–0) | Moll 49' Bentancour 70' |

| Estádio São Januario, Rio de Janeiro Nézőszám: 8 000 Játékvezető: Alberto Da Gama Malcher (brazil) |

| 1949. április 20. |

| Peru                                                    | 4–0   | Ecuador |
| ------------------------------------------------------- | ----- | ------- |
| Salinas 26' Bermeo 36' (öngól) Castillo 50' Pedraza 85' | (2–0) |         |

| Estádio São Januario, Rio de Janeiro Nézőszám: 7 000 Játékvezető: Juan Carlos Armental (uruguayi) |

| 1949. április 20. |

| Chile           | 1–1   | Kolumbia    |
| --------------- | ----- | ----------- |
| P. H.. López 8' | (1–0) | Berdugo 56' |

| Estádio São Januario, Rio de Janeiro Nézőszám: 7 000 Játékvezető: Mário Gardelli (brazil) |

| 1949. április 20. |

| Uruguay              | 2–1   | Paraguay            |
| -------------------- | ----- | ------------------- |
| J. M. García 22' 69' | (1–0) | Arce 65' (11-esből) |

| Estádio do Pacaembu, São Paulo Nézőszám: 20 000 Játékvezető: Cyril Jack Barrick (angol) |

| 1949. április 24. |

| Brazília                                                                      | 7–1   | Peru        |
| ----------------------------------------------------------------------------- | ----- | ----------- |
| G. Arce 11' (öngól) Augusto 15' Jair 17' 20' Simão 54' Ademir 82' Azevedo 88' | (4–1) | Salinas 44' |

| Estádio São Januario, Rio de Janeiro Nézőszám: 45 000 Játékvezető: Cyril Jack Barrick (angol) |

| 1949. április 25. |

| Bolívia                                  | 2–0   | Ecuador |
| ---------------------------------------- | ----- | ------- |
| Sánchez 6' (öngól) Ugarte 14' (11-esből) | (2–0) |         |

| Estádio do Pacaembu, São Paulo Nézőszám: 14 000 Játékvezető: Mário Gardelli (brazil) |

| 1949. április 25. |

| Uruguay                | 2–2   | Kolumbia                     |
| ---------------------- | ----- | ---------------------------- |
| Martínez 57' Ayala 86' | (0–1) | Gastelbondo 27' A. Pérez 81' |

| Estádio do Pacaembu, São Paulo Nézőszám: 14 000 Játékvezető: Alberto Da Gama Malcher (brazil) |

| 1949. április 27. |

| Peru                                    | 3–0   | Bolívia |
| --------------------------------------- | ----- | ------- |
| R. Drago 31' 74' Heredia 77' (11-esből) | (1–0) |         |

| Estádio Vila Belmiro, Santos Nézőszám: 12 000 Játékvezető: Alberto Da Gama Malcher (brazil) |

| 1949. április 27. |

| Paraguay                     | 4–2   | Chile                  |
| ---------------------------- | ----- | ---------------------- |
| Arce 10' 39' 47' Benítez 23' | (3–1) | Cremaschi 8' Ramos 72' |

| Estádio do Pacaembu, São Paulo Nézőszám: 1 000 Játékvezető: Mário Gardelli (brazil) |

| 1949. április 30. |

| Paraguay                                   | 7–0 | Bolívia |
| ------------------------------------------ | --- | ------- |
| Benítez 30' 40' 41' Arce 38' Fernández 59' |     |         |

| Estádio São Januario, Rio de Janeiro Nézőszám: 45 000 Játékvezető: Cyril Jack Barrick (angol) |

| 1949. április 30. |

| Brazília                                                                 | 5–1   | Uruguay       |
| ------------------------------------------------------------------------ | ----- | ------------- |
| Jair 15' 40' (11-esből) Zizinho 24' Danilo 79' Tesourinha 89' (11-esből) | (3–1) | R. Castro 12' |

| Estádio São Januario, Rio de Janeiro Nézőszám: 45 000 Játékvezető: Alberto Da Gama Malcher (brazil) |

| 1949. április 30. |

| Peru                          | 3–0   | Chile |
| ----------------------------- | ----- | ----- |
| Mosquera 28' 73' Castillo 58' | (1–0) |       |

| Estádio do Pacaembu, São Paulo Nézőszám: 1 000 Játékvezető: Mário Gardelli (brazil) |

| 1949. május 3. |

| Ecuador                                               | 4–1   | Kolumbia     |
| ----------------------------------------------------- | ----- | ------------ |
| E. Cantos 23' Vargas 44' G. Andrade 49' Maldonado 79' | (2–1) | N. Pérez 27' |

| Estádio São Januario, Rio de Janeiro Nézőszám: 3 000 Játékvezető: Alfredo Alvarez (bolíviai) |

| 1949. május 4. |

| Peru                                            | 4–3   | Uruguay                          |
| ----------------------------------------------- | ----- | -------------------------------- |
| Mosquera 19' Castillo 43' Gómez Sánchez 57' 60' | (2–0) | Moll 58' R. Castro 60' Ayala 85' |

| Estádio Botafogo, Rio de Janeiro Nézőszám: 30 000 Játékvezető: Alfredo Alvarez (bolíviai) |

| 1949. május 6. |

| Bolívia                                         | 4–0   | Kolumbia |
| ----------------------------------------------- | ----- | -------- |
| Godoy 10' B. Gutiérrez 55' Rojas 77' Ugarte 81' | (1–0) |          |

| Estádio Botafogo, Rio de Janeiro Nézőszám: 12 000 Játékvezető: Cyril Jack Barrick (angol) |

| 1949. május 8. |

| Chile                                            | 3–1   | Uruguay   |
| ------------------------------------------------ | ----- | --------- |
| Infante 75' Infante 83' (11-esből) Cremaschi 88' | (0–1) | Ayala 35' |

| Estádio América, Belo Horizonte Nézőszám: 5 000 Játékvezető: Mário Gardelli (brazil) |

| 1949. május 8. |

| Paraguay               | 2–1   | Brazília       |
| ---------------------- | ----- | -------------- |
| Avalos 75' Benítez 85' | (0–1) | Tesourinha 33' |

| Estádio São Januario, Rio de Janeiro Nézőszám: 35 000 Játékvezető: Cyril Jack Barrick (angol) |

| Csapat   | M | Gy | D | V | G+ | G– | Gk  | P  |
| -------- | - | -- | - | - | -- | -- | --- | -- |
| Brazília | 7 | 6  | 0 | 1 | 39 | 7  | +32 | 12 |
| Paraguay | 7 | 6  | 0 | 1 | 21 | 6  | +15 | 12 |
| Peru     | 7 | 5  | 0 | 2 | 20 | 13 | +7  | 10 |
| Bolívia  | 7 | 4  | 0 | 3 | 13 | 24 | –11 | 8  |
| Chile    | 7 | 2  | 1 | 4 | 10 | 14 | –4  | 5  |
| Uruguay  | 7 | 2  | 1 | 4 | 14 | 20 | –6  | 5  |
| Ecuador  | 7 | 1  | 0 | 6 | 7  | 21 | –14 | 2  |
| Kolumbia | 7 | 0  | 2 | 5 | 4  | 23 | –19 | 2  |

A csoport élén Brazília és Paraguay azonos pontszámmal végzett, ezért közöttük egy újabb mérkőzés döntött a győztesről.
Rájátszás
| 1949. május 11. |

| Brazília                                           | 7–0   | Paraguay |
| -------------------------------------------------- | ----- | -------- |
| Ademir 17' 27' 48' Tesourinha 43' 70' Jair 72' 89' | (3–0) |          |

| Estádio São Januario, Rio de Janeiro Nézőszám: 55 000 Játékvezető: Cyril Jack Barrick (angol) |

| Az 1949-es Dél-amerikai Válogatottak Bajnoksága győztese |
| -------------------------------------------------------- |
| BRAZÍLIA 3. cím                                          |

### Végeredmény
A hazai csapat eltérő háttérszínnel kiemelve.
| Helyezés | Nemzet   | M | Gy | D | V | G+ | G– | Gk  | P  |
| -------- | -------- | - | -- | - | - | -- | -- | --- | -- |
| Arany    | Brazília | 8 | 7  | 0 | 1 | 46 | 7  | +39 | 14 |
| Ezüst    | Paraguay | 8 | 6  | 0 | 2 | 21 | 13 | +8  | 12 |
| Bronz    | Peru     | 7 | 5  | 0 | 2 | 20 | 13 | +7  | 10 |
| 4.       | Bolívia  | 7 | 4  | 0 | 3 | 13 | 24 | –11 | 8  |
| 5.       | Chile    | 7 | 2  | 1 | 4 | 10 | 14 | –4  | 5  |
| 6.       | Uruguay  | 7 | 2  | 1 | 4 | 14 | 20 | –6  | 5  |
| 7.       | Ecuador  | 7 | 1  | 0 | 6 | 7  | 21 | –14 | 2  |
| 8.       | Kolumbia | 7 | 0  | 2 | 5 | 4  | 23 | –19 | 2  |

### Gólszerzők
| 9 gólos - Jair 7 gólos - Ademir - Tesourinha - Dionisio Arce - Jorge Duilio Benítez 5 gólos - Víctor Ugarte - Simão - Zizinho 4 gólos - Félix Castillo - Ramón Castro 3 gólos - Cláudio - Nininho - Benigno Gutiérrez - César López Fretes - Roberto Drago - Alfredo Mosquera - Victor Pedraza - Juan Ayala | 2 gólos - Benedicto Godoy - Azevedo - Pedro Hugo López - Raimundo Infante - Atilio Cremaschi - José Vargas - Marcial Barrios - Carlos Gómez Sánchez - Juan Emilio Salinas - José Maria García - Dagoberto Moll 1 gólos - Victor Celestino Algañaraz - Nemesio Rojas - Carlos Sánchez - Augusto da Costa - Danilo - Millón Medeiros - Octavio - Ulises Ramos - Fernando Riera - Carlos Rojas - Manuel Salamanca | 1 gólos (folytatás) - Guido Andrade - Víctor Arteaga - Enrique Cantos - Sigifredo Chuchuca - Rafael Maldonado - Fulgencio Berdugo - Luz Gastelbondo - Alfredo Pérez - Nelson Pérez - Enrique Avalos - Pedro Fernández - Manuel Drago - Cornelio Heredia - Ernesto Bentancour - Miguel Martínez - Nelson Moreno öngólos - Gerardo Arce ( Brazília ellen) - Marcos Bermeo ( Peru ellen) - Carlos Sánchez ( Bolívia ellen) |

## Külső hivatkozások
- 1949 South American Championship